# Divoká jízda (film, 2006)
Divoká jízda (orig. The Oh in Ohio) je americká filmová komedie z roku 2006 režiséra Billyho Kenta.

## Děj
Jack, frustrovaný tím, že nedokáže přivodit své manželce orgasmus, se přestěhuje a najde si milenku - svou studentku Kirsten. Ta jeho sexuální výkony chválí, a tak je Jack hned o poznání spokojenější. Jeho manželka Priscilla si koupí vibrátor, se kterým konečně orgasmu dosáhne, stane se na něm závislá, ale rovněž na ní jde vidět mnohem větší spokojenost. Později zjistí, že nemůže dosáhnout orgasmu s žádným mužem a dokonce ani s ženou. Až jednou navštíví více než dvakrát staršího stavitele bazénů Waynea, s nímž konečně dospěje k vyvrcholení.

## Obsazení
| Parker Posey     | Priscilla Chaseová     |
| Paul Rudd        | Jack Chase             |
| Danny DeVito     | Wayne Sianidis         |
| Mischa Barton    | Kristen Taylorová      |
| Keith David      | trenér Popovitch       |
| Liza Minnelliová | Alyssa Donahue         |
| Heather Graham   | prodavačka v sex shopu |